# Transatlántico (novela)
Transatlántico es la novela de Witold Gombrowicz publicada por el Instituto Literario (en el mismo volumen que el drama La Boda) en el año 1953 en París. En Polonia la novela fue publicada por primera vez cuatro años después (1957).

## Génesis
En agosto de 1938 el escritor participó en el primer viaje del barco polaco Chrobry desde Gdansk a América del Sur. Las noticias que le llegaban al autor desde Polonia eran tan turbadoras que decidió permanecer en Buenos Aires. Se estableció allí hasta 1963 viviendo cuantiosos años en la miseria, utilizando su experiencia personal en la novela. 

## Tiempo y lugar de la acción
La acción en Trans – Atlántico se desarrolla a fines de agosto y a principios de septiembre de 1939. La historia se inicia antes del estallido de la II Guerra Mundial. Los acontecimientos tienen lugar en la embajada polaca y en Buenos Aires y en sus afueras.

## Problemática
El narrador y a la vez el protagonista principal de Trans – Atlántico lleva el mismo nombre que el autor de la obra: Witold Gombrowicz. Los motivos autobiográficos son muy vigentes en la novela y se entrelazan con la fantasía. La obra en su conjunto tiene el tono grotesco y muestra la imagen caricaturesca de la emigración de los polacos. 
El propio Gombrowicz define a Trans – Atlántico como una polémica con la  “Pan Tadeusz” (1834) de Adam Mickiewicz que se puede interpretar como una batalla con toda la tradición polaca contenida en el Sarmatismo y la manera de percibir el mundo creada en el romanticismo. La muestra clara de todo esto es también el lenguaje estilizado como el de Pamiętniki (1836) de Jan Chryzostom Pasek, sin embargo fue usado en la función paródico. 
Trans – Atlántico continua el motivo de Ferdydurke (1937) y es la manifestación del escritor de la independencia de la forma limitante.
En la novela, Gombrowicz expone la gran tensión entre la experiencia individual y las obligaciones derivadas del patriotismo y de la tradición polaca. Asimismo, es una burla de la sociedad polaca que reside en Argentina. 
El escritor en su obra compara dos concepciones. Tomasz representa la patria, o sea lo que simboliza todo lo que limita al hombre, algo viejo. Al contrario, Ignacy es representante de la otra concepción que se llama en polaco synczyzna. El neologismo proviene del sustantivo hijo y caracteriza lo joven, lo inmaduro, valiente y dirigido hacia el futuro.

## Contenido LGBT+
La novela es también una obra pionera de la literatura LGBT+ argentina. En la misma aparece el personaje de Gonzalo Andes, alias "el Puto", que quiere seducir a un joven militar de clase alta, ante la desesperación del Padre, símbolo ridiculizado del patriotismo y el machismo. Gombrowicz, que disfrutaba manteniendo relaciones sexuales con hombres pero se negaba a ser etiquetado como homosexual, testimonió y criticó la feroz represión de la sexualidad que caracterizó a la Argentina del siglo XX. En una carta de 1963 le decía a uno de sus grandes amigos argentinos: 

Mi estimado Goma: Su última me procuró cierto disgusto. Primero lo de la homosexualidad y de la inmundicia. ¡Qué homosexualidad y qué inmundicia! Sépalo, yo no soy ni nunca he sido un homosexual, sino que de vez en cuando suelo hacerlo cuando se me da la gana... Qué triste país, tan puto y tan torcido, donde nadie se atreve a darse el gusto. Les aconsejo paternalmente a Vd. Goma y a todos: si notasen que algún instinto reprimido les hace aborrecer a la homo, no se olviden acostarse enseguida con un macho, pues no hay cosa peor que no obedecer a los santos mandatos del cuerpo.
Witold Gombrowicz

## Ediciones en español
- Transatlántico. Witold Gombrowicz. Editorial Anagrama, Panorama de narrativas n.75. 1986. Trad. Sergio Pitol & Kazimierz Piekarek.